# Cai Lun (cráter)
Cai Lun es un cráter de impacto ubicado en la cara oculta de la Luna, cerca del Polo Norte del satélite. Se encuentra entre los prominentes cráteres Haskin y Nansen. Dada su posición, apenas es visible desde la Tierra en períodos de libración favorable.
|  |

A pesar de ser un cráter severamente desfigurado por sucesivos impactos, todavía es reconocible su forma redondeada original. Su suelo interior está marcado por innumerables cráteres de tamaño mediano, entre los que destaca un impacto en su borde sur que forma una visible protuberancia. 
Desde agosto de 2010 lleva el nombre del inventor chino Cai Lun por decisión de la UAI.

## Referencias

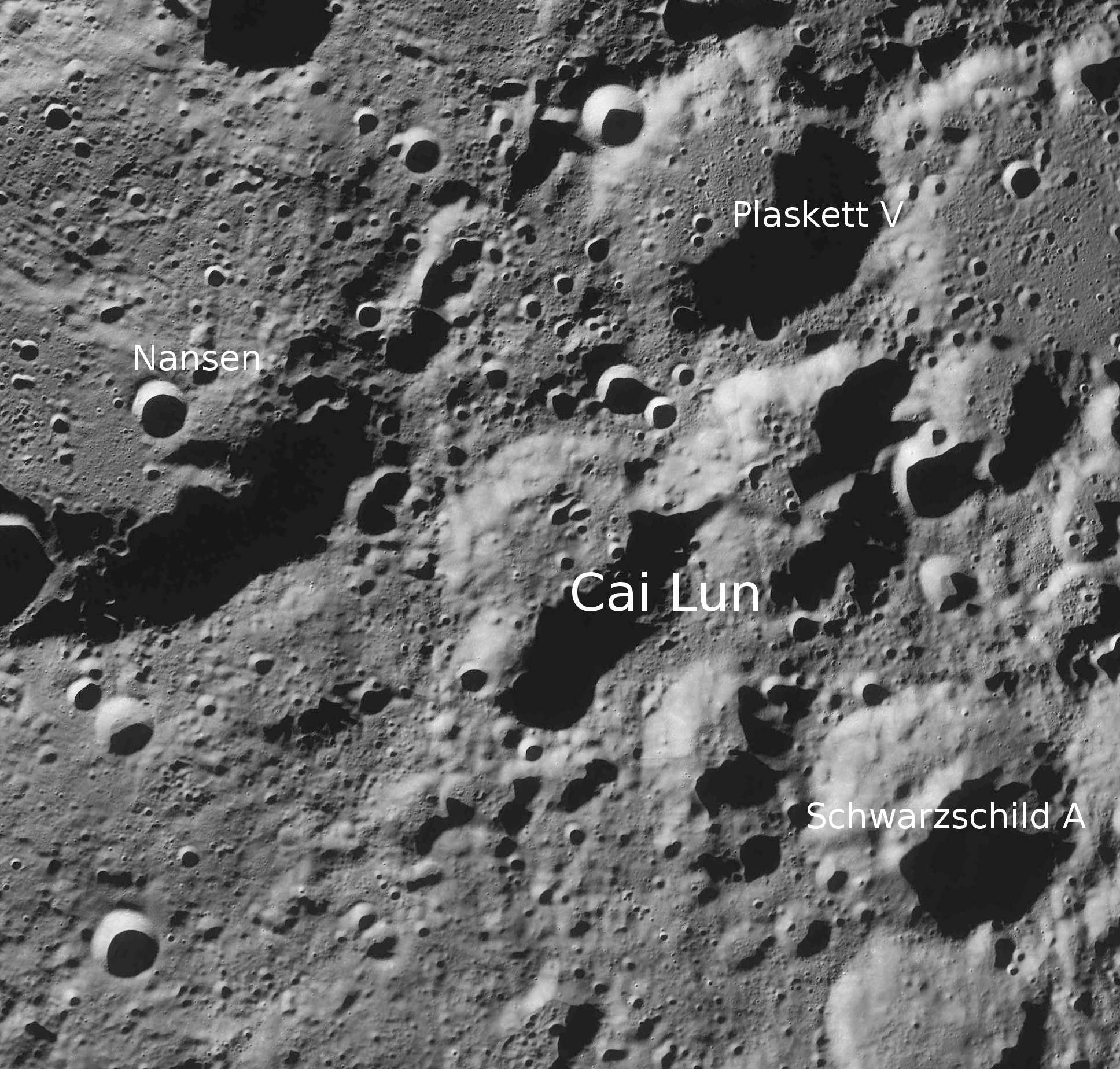
Entorno de Cai Lun (imagen LRO)